# Мина, Дениз
Дениз Мина (англ. Denise Mina; род. 21 августа 1966, Ист-Килбрайд) — шотландская писательница.

## Биография
Мина родилась в Ист-Килбрайде в 1966 году. Её отец был инженером. Из-за его работы семья переезжала 21 раз за 18 лет. Мина бросила школу в 16 лет и работала буфетчицей и поваром. Также некоторое время она работала на мясокомбинате. После 20 лет Мина решила снова учиться и получила образование в Университете Глазго.

## Награды
- 1998 — John Creasey Dagger — Best First Crime Novel, Garnethill
- 2011 — The Martin Beck Award (Bästa till svenska översatta kriminalroman), The End of the Wasp Season[3]
- 2012 — Theakston’s Old Peculier Crime Novel of the Year Award, The End of the Wasp Season[4]
- 2013 — Theakston’s Old Peculier Crime Novel of the Year Award, Gods and Beasts[5]
- 2017 — Gordon Burn Prize, The Long Drop[6]
- 2017 — McIlvanney Prize — Scottish Crime Novel of the Year, The Long Drop[7]
- 2020 — Deutscher Krimi Preis — International crime writers, Gods and Beasts[8]

## Работы

### Романы
- Garnethill (1998)
- Exile (2000)
- Resolution (2001)
- Sanctum (2003)

- The Field of Blood (2005)
- The Dead Hour (2006)
- The Last Breath (2007) — published as Slip of the Knife in America

- Still Midnight (2009)
- The End of the Wasp Season (2010)
- Gods and Beasts (2012)
- The Red Road (2013)
- Blood, Salt, Water (2014)
- The Long Drop (2017)
- Conviction (2019)
- The Less Dead (2020)
- Rizzio (2021)

### Комиксы
- Hellblazer #216-228
- Vertigo Crime: A Sickness in the Family
- The Girl with the Dragon Tattoo